# Collier Cudmore

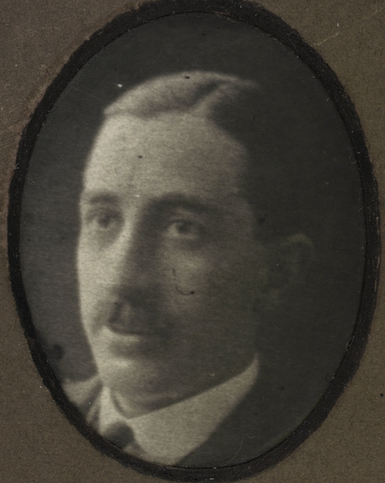
C. R. Cudmore (um 1915)

Sir Collier Robert Cudmore (* 13. Juni 1885 in Avoca, New South Wales; † 16. Mai 1971 in Adelaide) war ein britisch-australischer Ruderer und australischer Politiker.
Collier Cudmore hatte die University of Adelaide besucht und ging dann auf das Magdalen College in Oxford. 1908 und 1909 nahm er für Oxford am Boat Race gegen Cambridge teil und gewann 1909. Bei der Henley Royal Regatta gewann 1908 der Vierer ohne Steuermann des Magdalen College mit Collier Cudmore, James Angus Gillan, Duncan Mackinnon und John Somers-Smith, der das Vereinigte Königreich auch bei den Ruderwettbewerben der Olympischen Spiele 1908 vertrat. Dort erreichte der Vierer durch einen Sieg über das kanadische Boot das Finale. Im Finale lag zunächst das Boot des Leander Club in Führung, letztlich siegte der Vierer des Magdalen College aber sicher mit eineinhalb Bootslängen Vorsprung.
1910 erhielt er die Zulassung als Rechtsanwalt und kehrte nach Australien zurück. Im Ersten Weltkrieg kehrte er nach Europa zurück und wurde als Angehöriger der Royal Field Artillery zweimal verwundet. Nach Kriegsende nahm er seine Anwaltstätigkeit in Australien wieder auf. Daneben schloss er sich der South Australian Liberal Federation und war deren Vizepräsident, als diese 1932 zusammen mit der Country Party zur Liberal and Country Party fusionierte. Diese Partei stellte den Premier von South Australia von 1932 bis 1965, Cudmore war von 1934 bis 1936 Präsident der Partei. Von 1939 bis 1959 war er Vorsitzender der Partei im Oberhaus von South Australia. 1958 wurde Cudmore zum Knight Bachelor geschlagen.